# Černý Most
Černý Most – część Pragi. W 2006 zamieszkiwało ją 23 900 mieszkańców.